# Skyltfonden
Skyltfonden är en bidragsutdelningsfunktion som administreras av Trafikverket. Den ger en möjlighet att bidra till att förbättra vägtrafiksäkerheten i Sverige. Skyltfonden är trots namnet ingen fond i formell mening. Alla projekt som syftar till att öka trafiksäkerheten kan ansöka om medel från Skyltfonden, den är öppen för alla. Medlen i Skyltfonden kommer från intäkterna av Transportstyrelsens försäljning av personliga registreringsskyltar för fordon. Efter ett mindre avdrag för att täcka tillverkning av skyltar och administration rörande försäljningen av dessa förs medlen från Transportstyrelsen till Trafikverket. Trafikverket beslutar vid två tillfällen varje år om tilldelning till trafiksäkerhetsförbättrande projekt. Detta sker vid två tillfällen varje år  - ansökningsomgångar vår och höst, sista ansökningsdag är 1 mars respektive 1 oktober. 
Skyltfonden bildades 1988 via ett riksdagsbeslut. Skyltfonden har administrerats från myndigheterna Trafiksäkerhetsverket, Vägverket och idag hos Trafikverket. En beredningsgrupp som bereder ansökningar och lämnar förslag till beslut finns tillsatt bestående av representanter från Sveriges Landsting och Regioner (SKR), Polisen samt Trafikverket. Ordförande för gruppen är Trafikverkets trafiksäkerhetsdirektör. Beslut fattas av Trafikverkets generaldirektör efter samråd med trafiksäkerhetsdirektören.
En personlig skylt ansöks om hos Transportstyrelsen och kostar 6200 kr. Denna hyresrätt gäller i tio år, av beloppet går huvuddelen till Skyltfonden, resten går till tillverkning av skyltarna och till administration. Förlängning av hyresrätten till sin personliga registreringsskylt görs i perioder om fem eller tio år och kostar 3700 respektive 6200 kr per period (juli 2020).

## Forskningsprojekt som fått stöd (urval)
- Fältprov av alkolås med halvledarsensorer (Saab Automobile AB)[3]
- Effekt av bältespåminnare i bil (Folksam)[4]
- Isvarnare för fordon (Sensice/Volvo)[5]
- Dynamiskt farthinder till konkurrenskraftigt pris (Rinova)[6]